# Ghosteen
| Recensione    | Giudizio |
| ------------- | -------- |
| AllMusic      |          |
| OndaRock      | 8/10     |
| Pitchfork     | 8.8/10   |
| Rolling Stone |          |

Ghosteen è il diciassettesimo album in studio del gruppo alternative rock australiano Nick Cave and the Bad Seeds, pubblicato il 4 ottobre del 2019.

## Descrizione

### Background
È il terzo e conclusivo lavoro di una trilogia ideata da Nick Cave, ed è il secondo capitolo dell'elaborazione del lutto per la perdita del figlio del cantante, Arthur, avvenuta nel 2015.
Si tratta di un doppio album, il secondo per la band, dopo Abattoir Blues/The Lyre of Orpheus.
L'opera è stata annunciata nel settembre 2019 tramite il sito The Red Hand Files.
Nel 2020 è previsto un tour in tutta Europa.

### Realizzazione
Descritto dallo stesso leader della band come l'album più esoterico mai realizzato, Ghosteen è un'opera ambient contaminata da musica elettronica e rock alternativo.
Nick Cave, famoso per il suo timbro vocale baritono, canta, invece, in falsetto, alternando anche la tecnica del vibrato con quella dello spoken word.
Come il precedente Skeleton Tree, l'album ha una strumentazione minimal, arrangiata tramite un sintetizzatore e un drone.

### Accoglienza
È stato un lavoro ampiamente acclamato da tutti i media. Tra le principali testate che lo hanno giudicato con il massimo dei voti si possono citare il The Guardian, The Observer e The Independent.
La rivista musicale Rolling Stone lo ha recensito come "un capolavoro di melanconia" La rivista Rumore lo considera il miglior album pubblicato nel 2019. mentre la rivista Rumore lo considera il "disco dell'anno".

## Tracce
Parte 1
Testi di Nick Cave, musiche di Cave e Warren Ellis.
1. Spinning Song – 4:43
2. Bright Horses – 4:52
3. Waiting for You – 3:54
4. Night Raid – 5:07
5. Sun Forest – 6:46
6. Galleon Ship – 4:14
7. Ghosteen Speaks – 4:02
8. Leviathan – 4:47

Durata totale: 38:25
Parte 2
Testi di Nick Cave, musiche di Cave e Warren Ellis.
1. Ghosteen – 12:10
2. Fireflies – 3:23
3. Hollywood – 14:12

Durata totale: 29:45

## Video musicale
- 2019 –  Ghosteen – Nick Cave and The Bad Seeds (Global Premiere), su YouTube. URL consultato il 26 dicembre 2019.

## Formazione
- Nick Cave – voce, piano
- Warren Ellis – violino, sintetizzatore, piano, voce secondaria, flauto
- Thomas Wydler – batteria
- Martyn P. Casey – basso
- Jim Sclavunos – percussioni
- George Vjestica – chitarra